# Сецехув (Мазовецьке воєводство)
Сецехув (пол. Sieciechów) — село в Польщі, у гміні Сецехув Козеницького повіту Мазовецького воєводства.
Населення — 573 особи (2011).
У 1975-1998 роках село належало до Радомського воєводства.

## Демографія
Демографічна структура станом на 31 березня 2011 року:
|          | Загалом | Допрацездатний вік | Працездатний вік | Постпрацездатний вік |
| -------- | ------- | ------------------ | ---------------- | -------------------- |
| Чоловіки | 278     | 59                 | 197              | 22                   |
| Жінки    | 295     | 57                 | 172              | 66                   |
| Разом    | 573     | 116                | 369              | 88                   |